# Lijst van personen overleden in februari 2020
Dit is een lijst van bekende personen die zijn overleden in februari 2020.

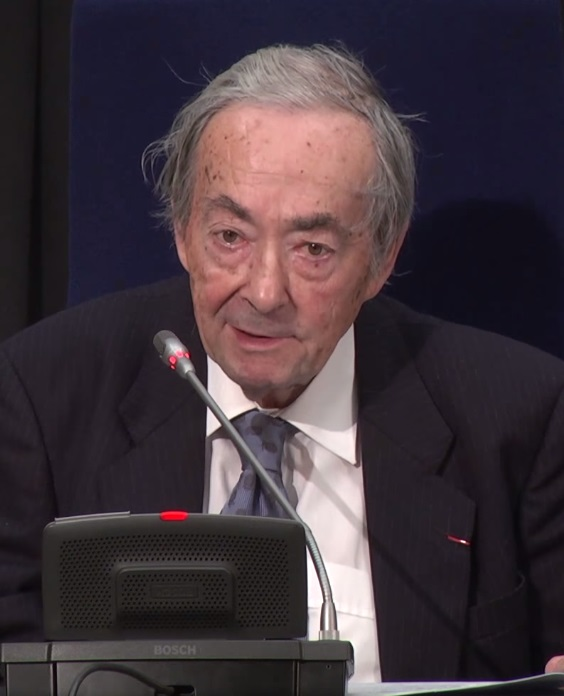
George Steiner
3 februari

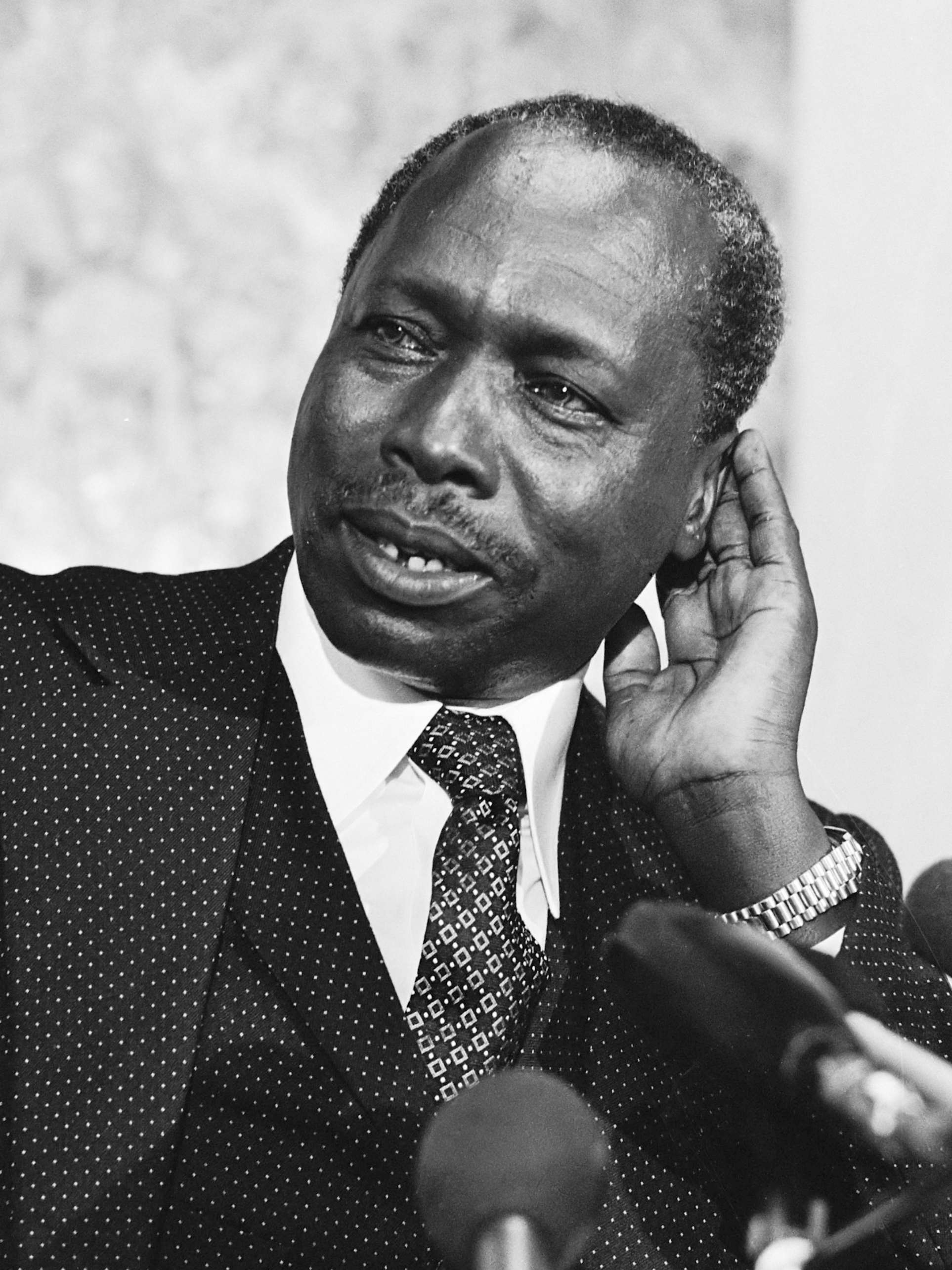
Daniel arap Moi
4 februari

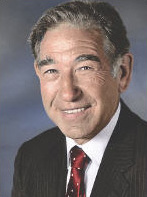
Stanley Cohen
5 februari

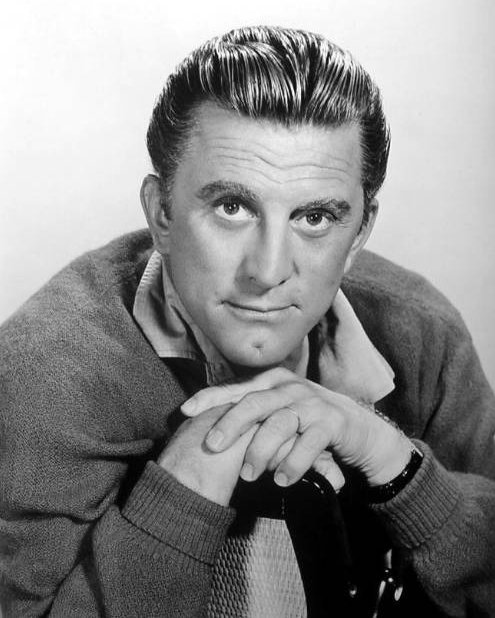
Kirk Douglas
5 februari

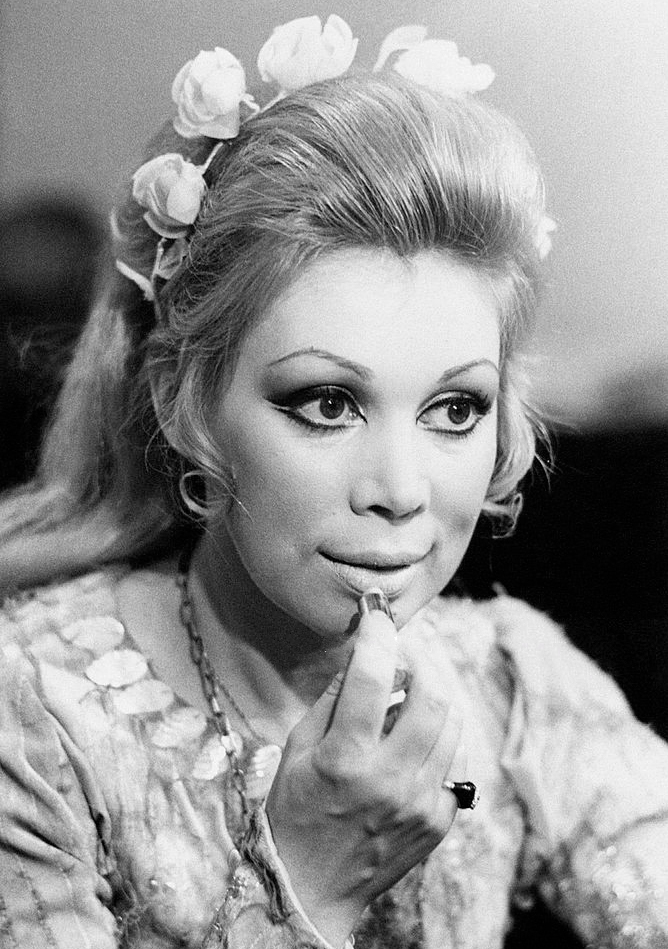
Mirella Freni
9 februari

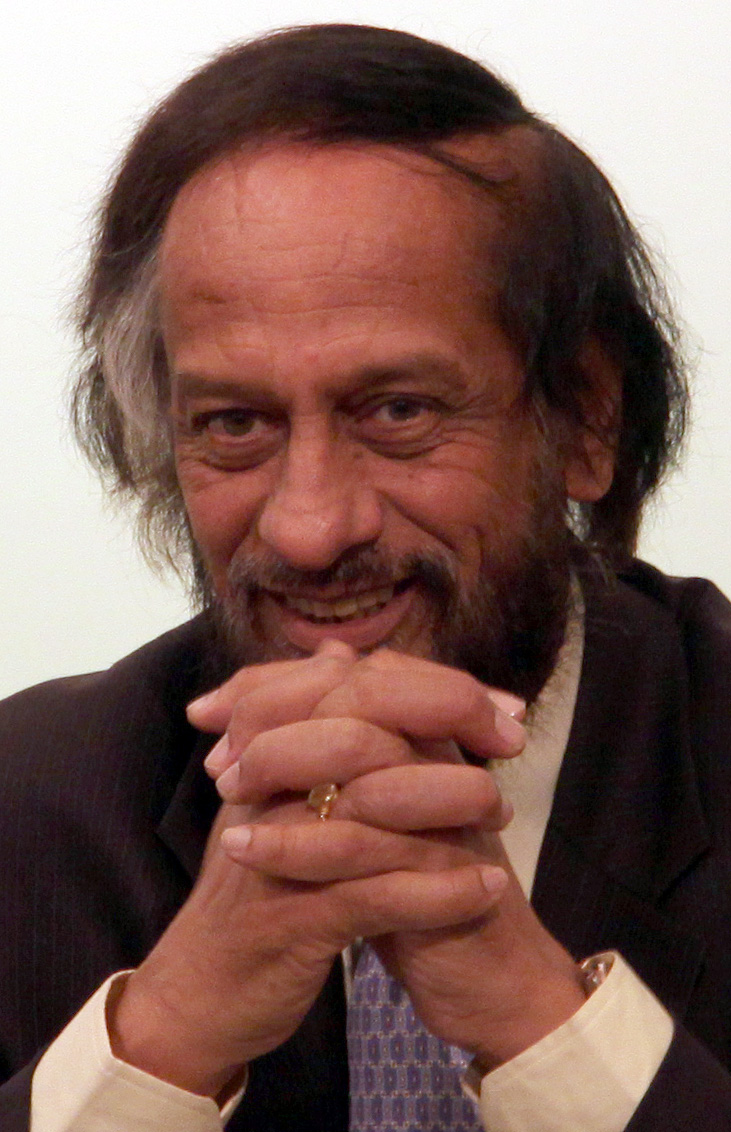
Rajendra Pachauri
12 februari

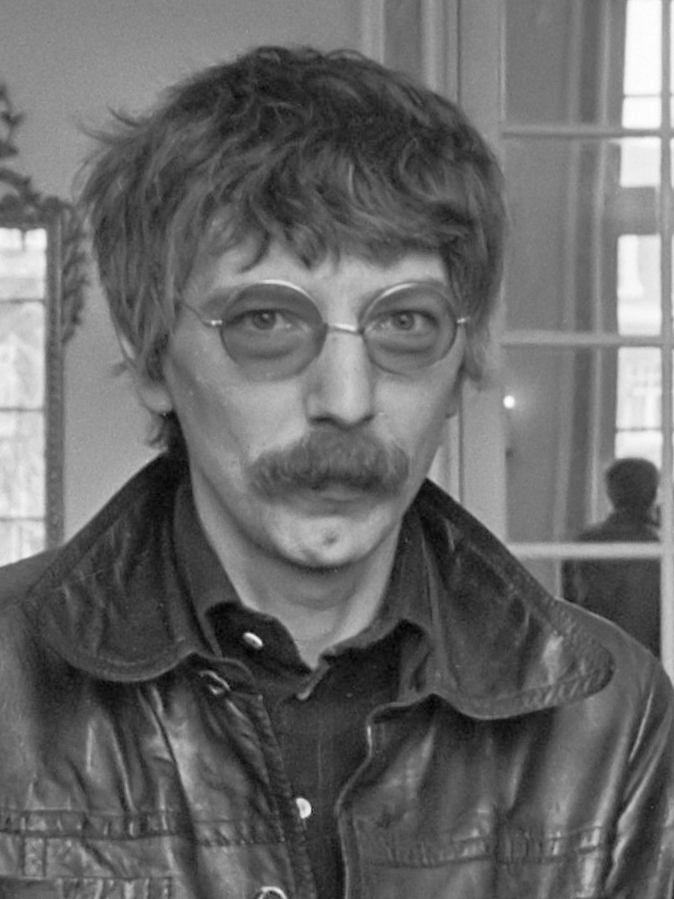
Reinbert de Leeuw
14 februari

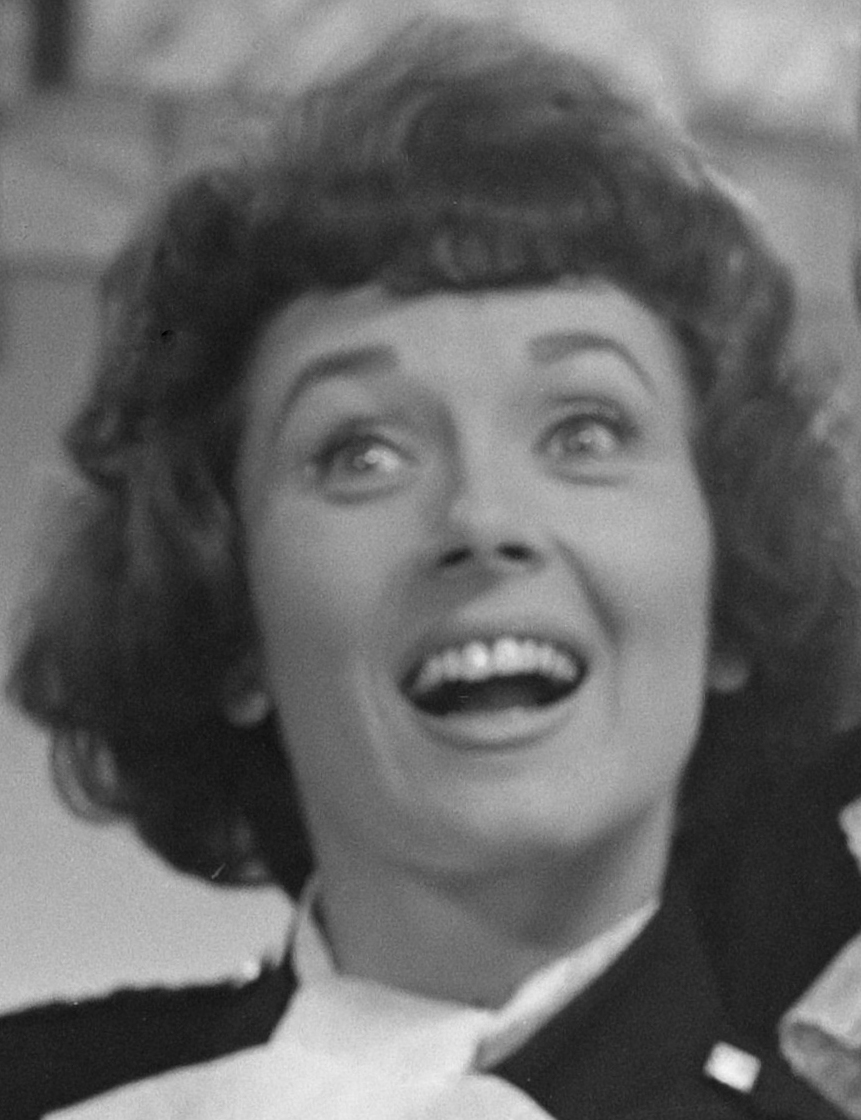
Pearl Carr
16 februari

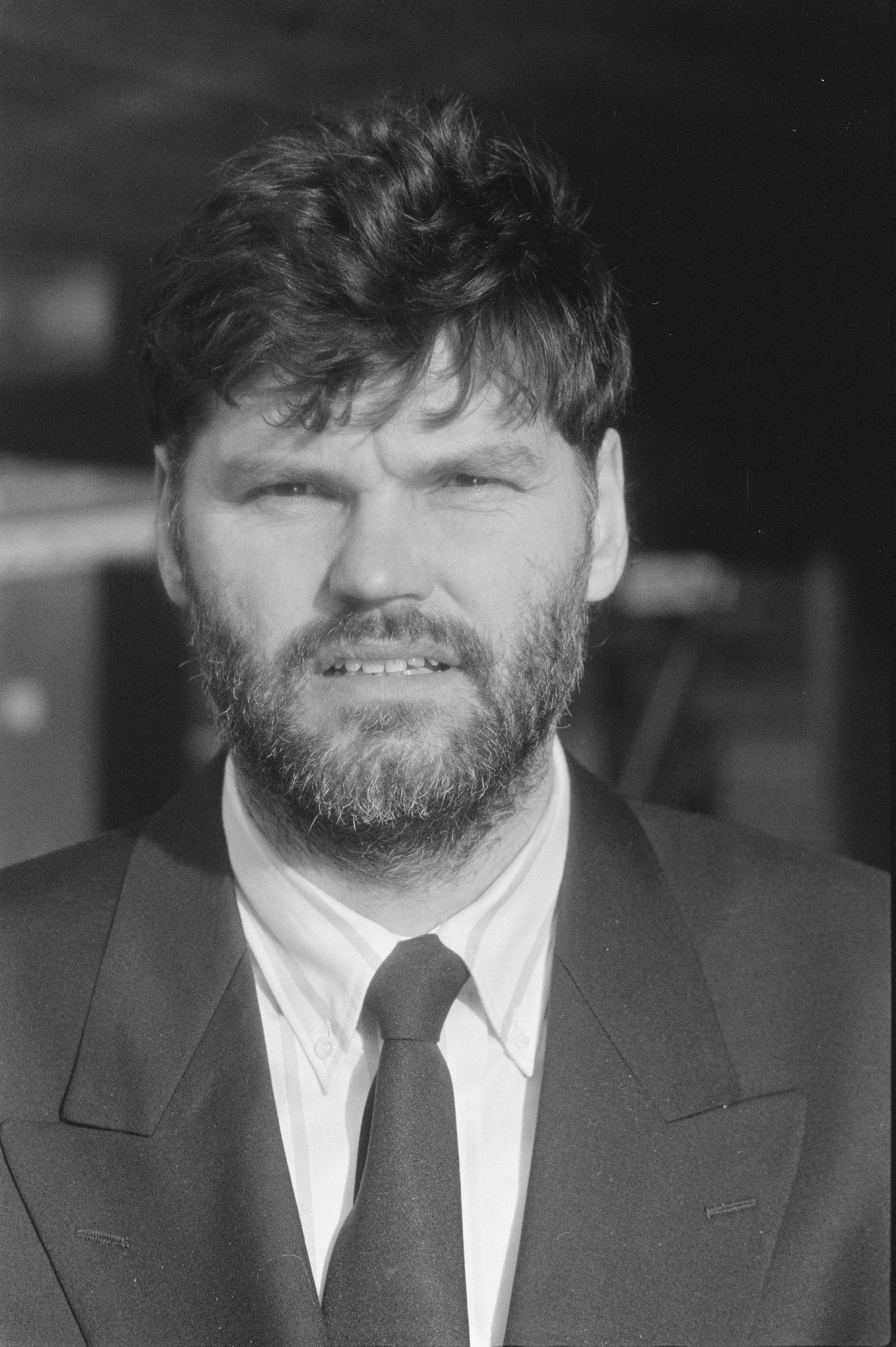
Barry Hulshoff
16 februari

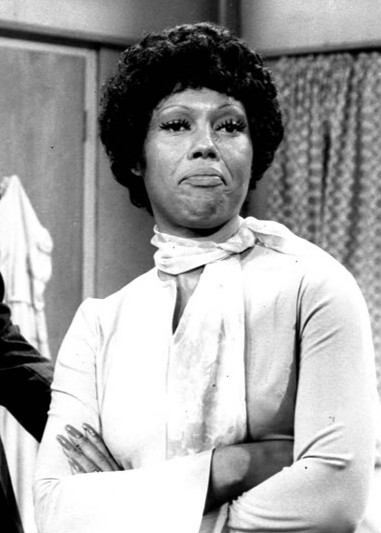
Ja'net DuBois
17 februari

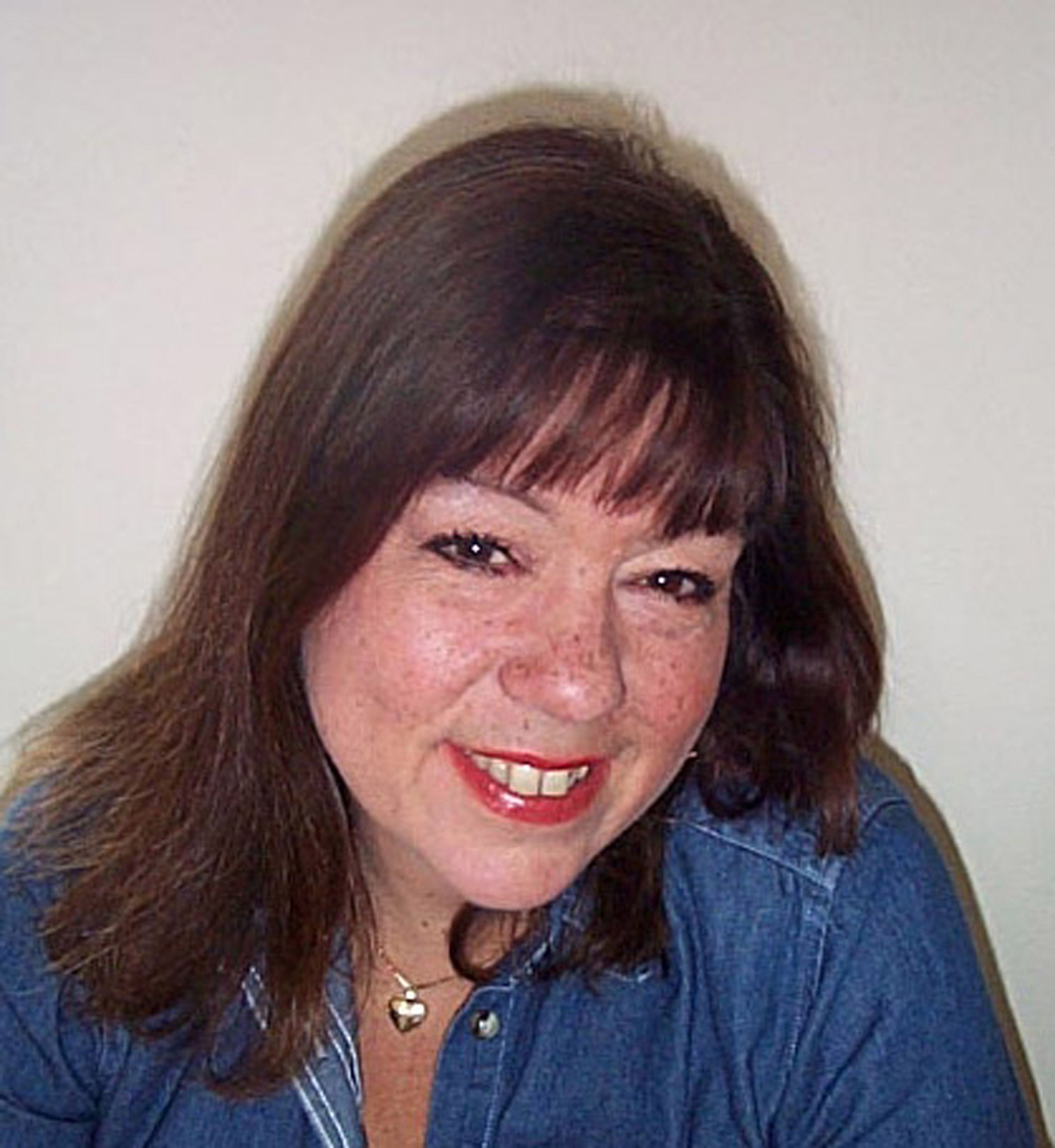
Heather Couper
19 februari

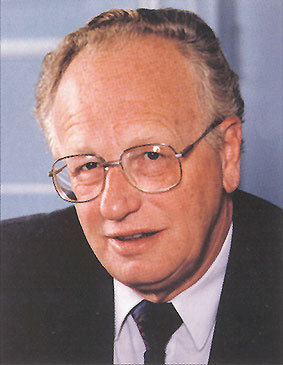
Jos van Kemenade
19 februari

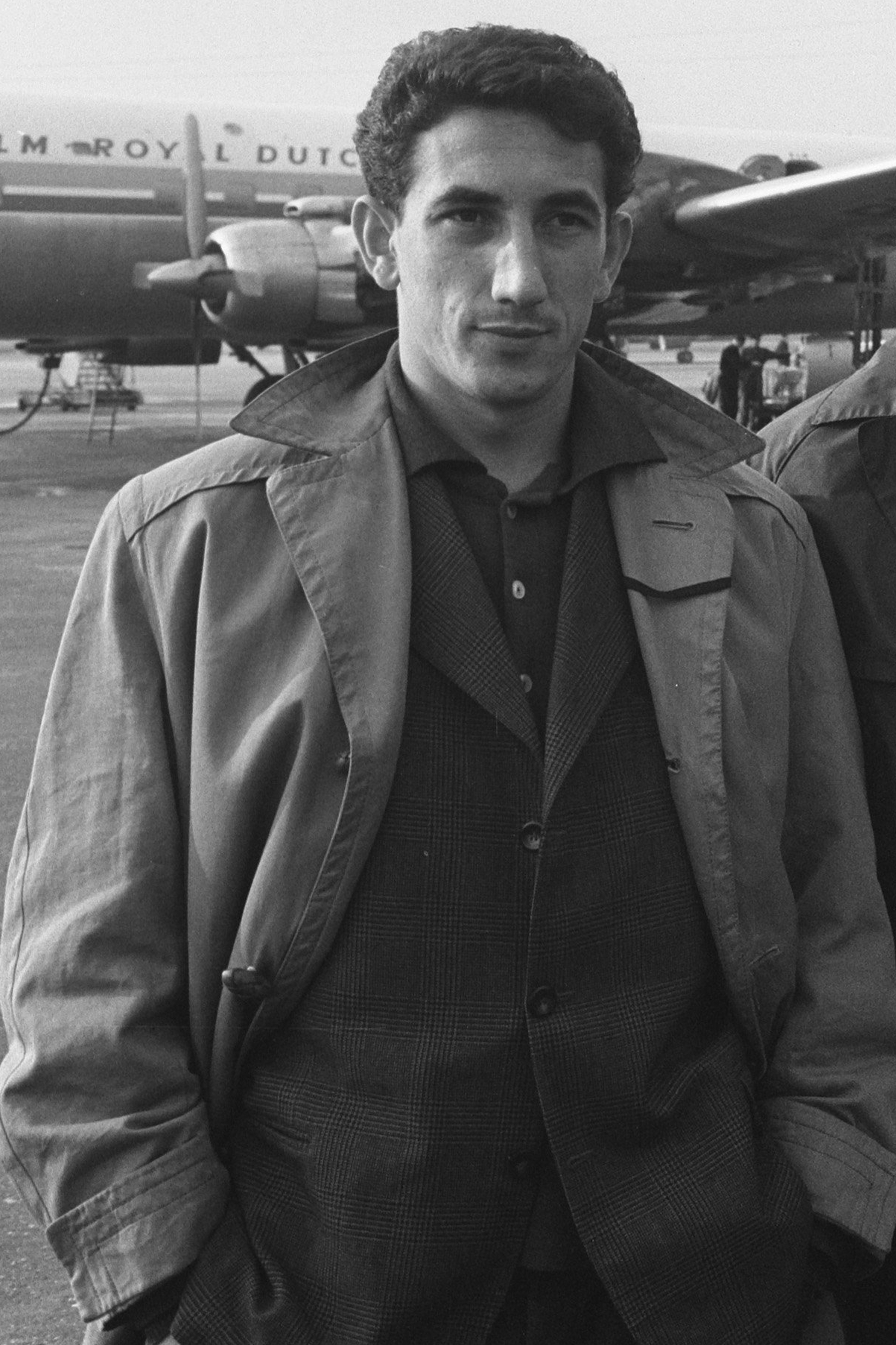
János Göröcs
23 februari

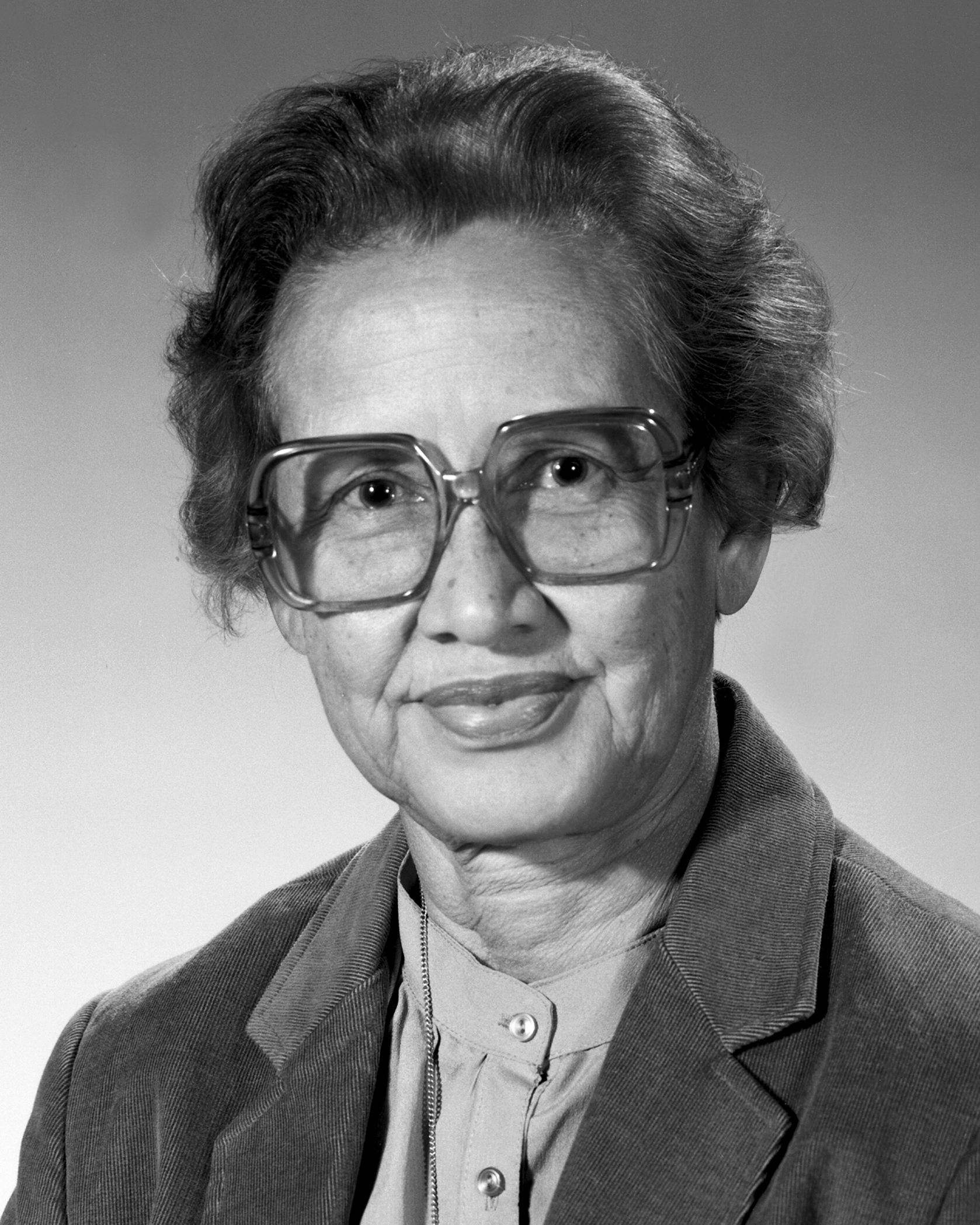
Katherine Johnson
24 februari

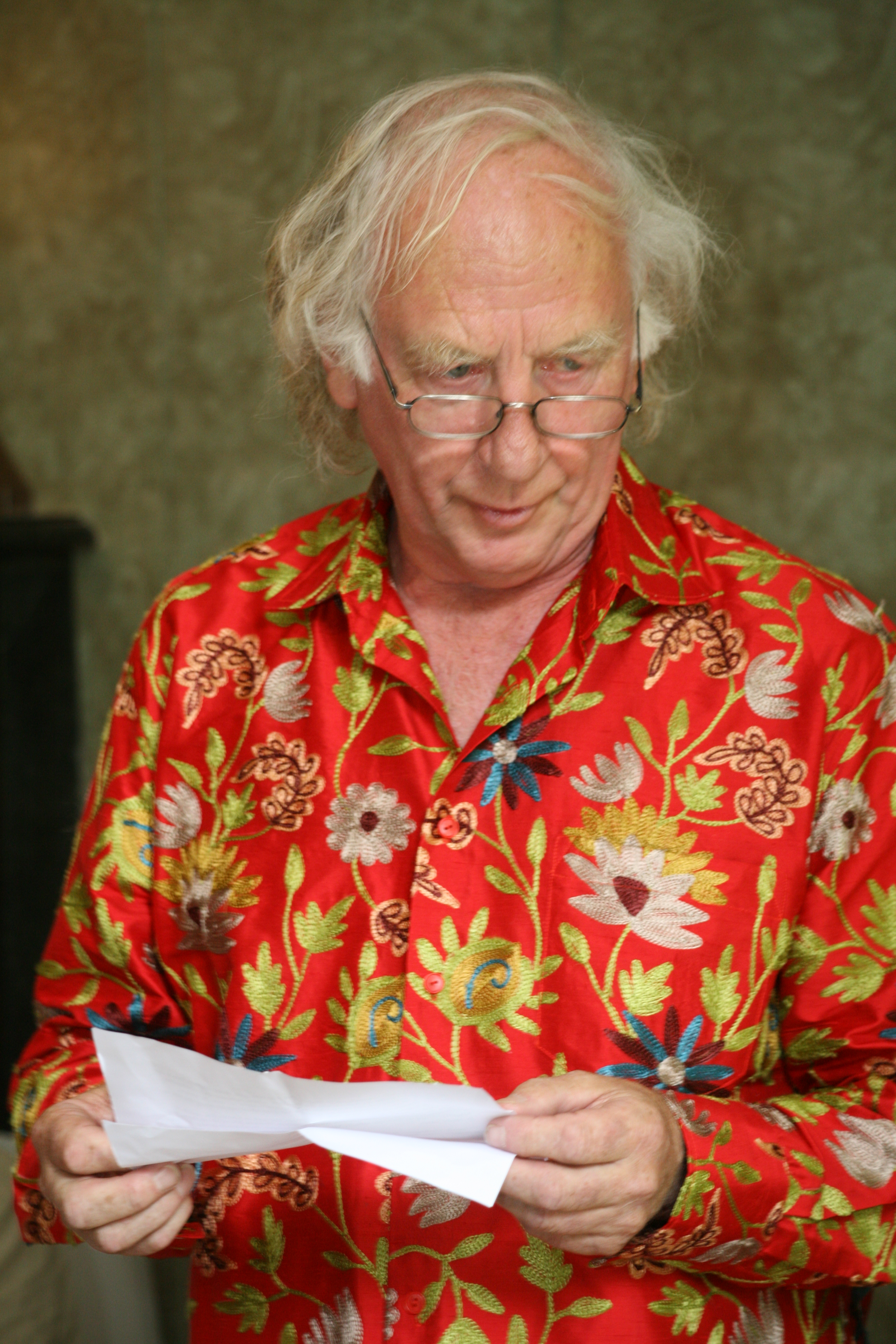
Carel Muller
24 februari

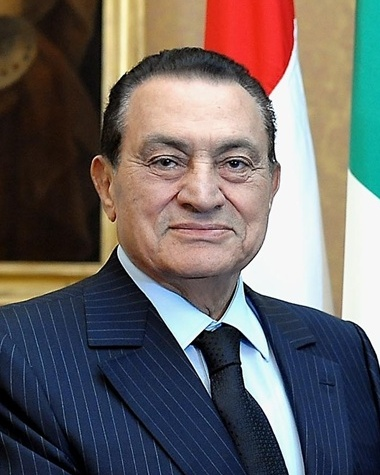
Hosni Moebarak
25 februari

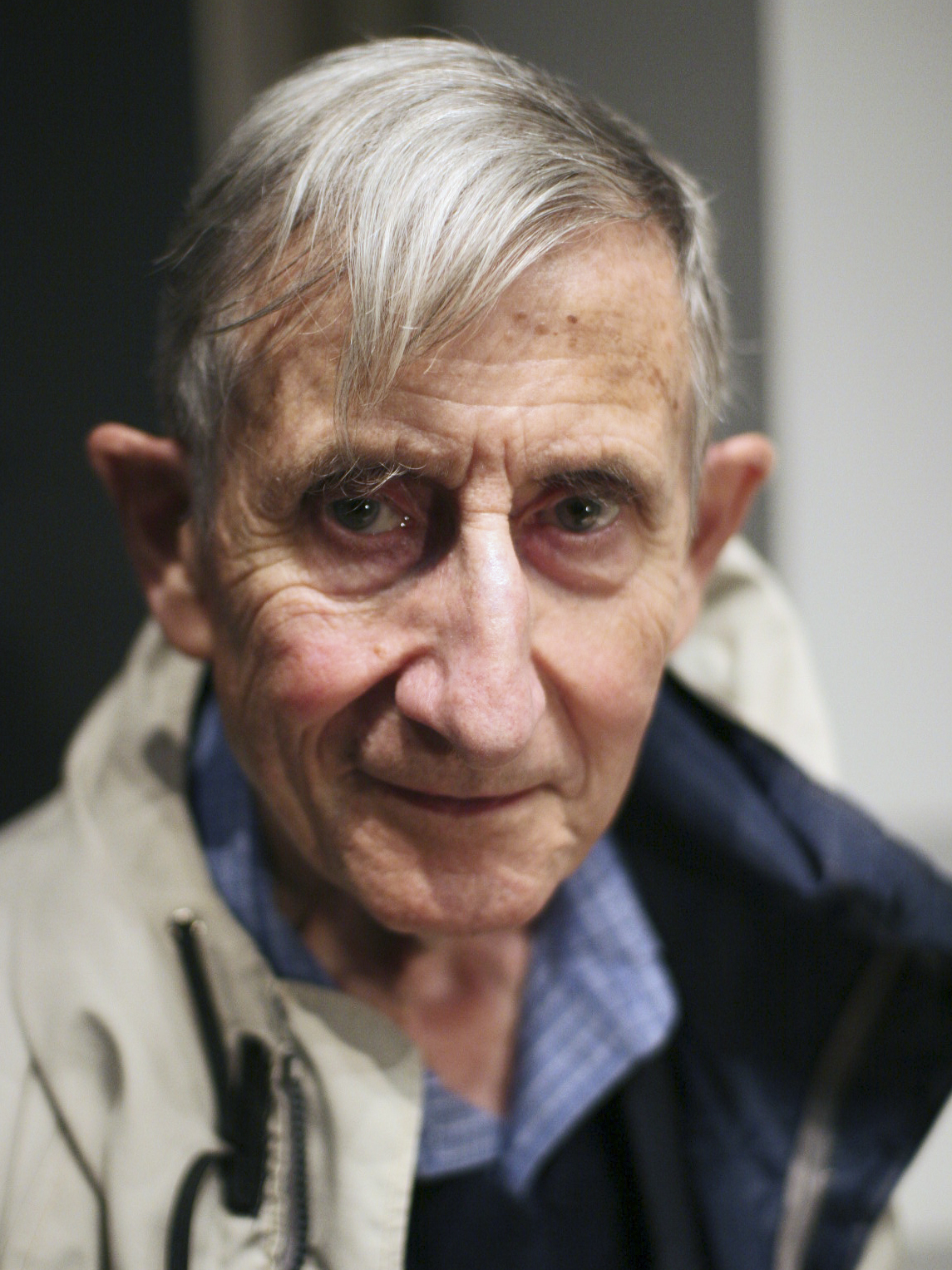
Freeman Dyson
28 februari

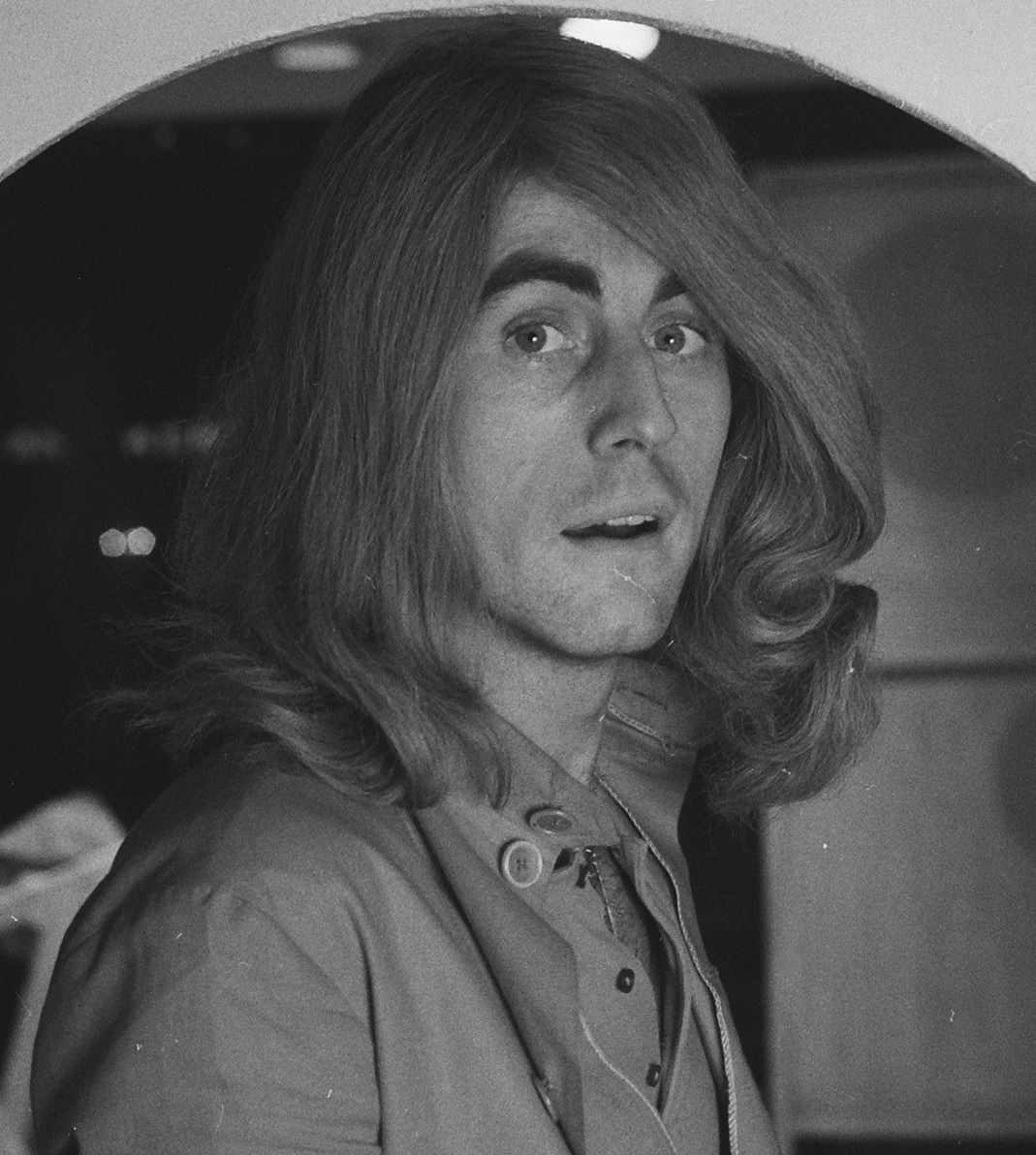
Simon Posthuma
28 februari

| 1 | 2 | 3 | 4 | 5 | 6 | 7 | 8 | 9 | 10 | 11 | 12 | 13 | 14 | 15 | 16 | 17 | 18 | 19 | 20 | 21 | 22 | 23 | 24 | 25 | 26 | 27 | 28 | 29 |
| - | - | - | - | - | - | - | - | - | -- | -- | -- | -- | -- | -- | -- | -- | -- | -- | -- | -- | -- | -- | -- | -- | -- | -- | -- | -- |

### 1 februari
- Ilie Bărbulescu (62), Roemeens voetballer[1]
- Luciano Gaucci (81), Italiaans zakenman en sportman[2]
- Andy Gill (64), Brits gitarist[3]
- Peter Serkin (72), Amerikaans pianist[4]

### 2 februari
- Bernard Ebbers (78), Canadees zakenman[5]
- Mad Mike Hoare (100), Brits militair en huurling[6]
- Mike Moore (71), Nieuw-Zeelands premier[7]

### 3 februari
- Philippe Adamov (63), Frans striptekenaar[8]
- Johnny Bumphus (59), Amerikaans bokser[9]
- Jacques Delelienne (91), Belgisch atleet[10]
- Gene Reynolds (96), Amerikaans acteur, televisieschrijver, regisseur en producent[11]
- George Steiner (90), Frans-Amerikaans schrijver, literatuurwetenschapper en cultuurfilosoof[12]

### 4 februari
- Peter Kisner (75), Nederlands wielrenner[13]
- Daniel arap Moi (95), Keniaans president[14]
- Ljiljana Petrović (80), Servisch zangeres[15]

### 5 februari
- Bonnie Bult (87), Nederlands voetballer[16]
- Stanley Cohen (97), Amerikaans biochemicus[17]
- Kevin Conway (77), Amerikaans acteur[18]
- Kirk Douglas (103), Amerikaans acteur[19]
- Eddy Grootes (83), Nederlands letterkundige[20]
- Abadi Hadis (22), Ethiopisch langeafstandsloper[21]
- Fried van de Laar (66), Nederlands rallyrijder[22]
- Beverly Pepper (97), Amerikaans kunstschilderes en beeldhouwster[23]
- Jacques Waisvisz (101), Nederlands Engelandvaarder en scheikundige[24]

### 6 februari
- Raphael Coleman (25), Brits acteur[25]
- Frances Cuka (83), Brits actrice[26]
- Lynn Evans (95), Amerikaans zangeres[27]
- Hans Ueli Hohl (90), Zwitsers politicus[28]
- Jan Liberda (83), Pools voetballer[29]
- Nello Santi (88), Italiaans dirigent[30]

### 7 februari
- Orson Bean (91), Amerikaans acteur[31]
- Pierre Guyotat (80), Frans schrijver[32]
- Li Wenliang (34), Chinees arts[33]
- Nexhmije Pagarusha (86), Kosovaars zangeres[34]
- Lenin el-Ramly (74), Egyptisch schrijver, regisseur[35]

### 8 februari
- Robert Conrad (84), Amerikaans acteur[36]
- Ron McLarty (72), Amerikaans acteur en schrijver[37]
- Theo Slijkhuis (81), Nederlands voetballer[38]
- Volker Spengler (80), Duits acteur[39]
- Grazia Volpi (78), Italiaans filmproducente[40]

### 9 februari
- Raymond Bossaerts (81), Belgisch (stem)acteur[41]
- Délizia (67), Italiaans-Belgisch zangeres[42]
- Mirella Freni (84), Italiaans operazangeres[43]
- Margareta Hallin (88), Zweeds operazangeres[44]
- Paula Kelly (76), Amerikaans fotomodel, zangeres en actrice[45]
- Sjaak Brokx (83), Nederlands voetballer[46]

### 10 februari
- Claire Bretécher (79), Frans stripauteur en illustratrice[47]
- Mario Ghella (90), Italiaans wielrenner[48][49]
- Patrick Jordan (96), Brits acteur[50]
- Lyle Mays (66), Amerikaans jazzmuzikant[51]
- Giancarlo Morbidelli (85), Italiaans motorontwerper[52]

### 11 februari
- Jean-Pierre Gallet (76), Belgisch journalist[53]
- Yasumasa Kanada (70), Japans wiskundige[54]
- Joseph Shabalala (78), Zuid-Afrikaans zanger en muzikant[55]
- Joseph Vilsmaier (81), Duits filmregisseur[56]

### 12 februari
- Simone Créantor (71), Frans Guadeloups kogelstootatlete[57]
- Paul English (87), Amerikaans drummer[58]
- Geert Hofstede (91), Nederlands organisatiepsycholoog[59]
- John Loridon (82), Belgisch basketballer[60]
- Hamish Milne (80), Brits pianist[61]
- Rajendra Pachauri (79), Indiaas econoom[62]

### 13 februari
- Renzo Chiocchetti (74), Italiaans langlauferskiër[63]
- Carlo de Leeuw (59), Nederlands voetballer[64]
- Buzzy Linhart (76), Amerikaans zanger, songwriter en muzikant[65]

### 14 februari
- Erik van Bruggen (51), Nederlands campagnestrateeg[66]
- Lynn Cohen (86), Amerikaans actrice[67]
- Reinbert de Leeuw (81), Nederlands dirigent, pianist en componist[68]
- Michel Ragon (95), Frans schrijver[69]
- Esther Scott (66), Amerikaans actrice[70]
- John Shrapnel (77), Brits acteur[71]
- Gerard Wesselink (66), Nederlands volleyballer[72]

### 15 februari
- Caroline Flack (40), Brits radio- en televisiepresentatrice[73]
- Jaap Hinderink (96), Nederlands Engelandvaarder[74]
- A.E. Hotchner (102), Amerikaans schrijver[75]
- Léon Wurmser (89), Zwitsers psychoanalist[76]

### 16 februari
- Graeme Allwright (93), Frans zanger[77]
- Zoe Caldwell (86), Australisch actrice[78]
- Pearl Carr (98), Brits zangeres[79]
- Frances Cuka (83), Brits actrice[80]
- Jason Davis (35), Amerikaans acteur[81]
- Harry Gregg (87), Noord-Iers voetballer[82]
- Loek Hollander (81), Nederlands karateka[83]
- Barry Hulshoff (73), Nederlands voetballer en voetbalcoach[84]
- Kellye Nakahara (72), Amerikaans actrice[85]
- Jaring Walta (78), Nederlands violist[86]

### 17 februari
- Ja'net DuBois (74), Amerikaans actrice, zangeres en songwriter[87]
- Henry Gray (95), Amerikaans bluesmuzikant[88]
- Jos Lacroix (67), Nederlands voetballer[89]
- Kizito Mihigo (38), Rwandees organist, componist, gospelzanger en televisiepresentator[90]
- Charles Portis (86), Amerikaans auteur[91]
- Larry Tesler (74), Amerikaans computerdeskundige[92]
- Jan Vullings (83), Nederlands voetbalclubbestuurder[93]
- Andrew Weatherall (56), Brits muziekproducent, diskjockey en muzikant[94]
- Mickey Wright (85), Amerikaans golfspeelster[95]
- Mustafa Yücedağ (53), Turks-Nederlands voetballer[96]
- Sonja Ziemann (94), Duits actrice en zangeres[97]

### 18 februari
- José Fernando Bonaparte (91), Argentijns paleontoloog[98]
- Flavio Bucci (72), Italiaans acteur[99]
- Pieter Clausing (93), Nederlands jurist[100]

### 19 februari
- Pete Babando (94), Canadees ijshockeyspeler[101]
- Heather Couper (70), Brits sterrenkundige[102]
- Jean Daniel (99), Frans schrijver en journalist[103]
- Jos van Kemenade (82), Nederlands politicus en bestuurder[104]
- Jens Nygaard Knudsen (78), Deens speelgoedontwerper[105]
- Pop Smoke (20), Amerikaans rapper[106]

### 20 februari
- Klaus Backmund (90), Duits beeldhouwer[107]
- Jeanne Evert (62), Amerikaans tennisspeelster[108]
- Claudette Nevins (82), Amerikaans actrice[109]
- Ali Doelman-Pel (87), Nederlands politica[110]
- Jean-Claude Pecker (96), Frans astrofysicus, sterrenkundige en auteur[111]

### 21 februari
- Jan J. van den Berg (90), Nederlands organist en componist[112]
- Michel Charasse (79), Frans politicus[113]
- Freddy Kaak (58), Nederlands paragnost[114]
- Boris Leskin (97), Moldavisch-Amerikaans acteur[115]
- Jaap Stobbe (83), Nederlands clown en acteur[116]

### 22 februari
- James Brown (68), Amerikaans kunstenaar[117]
- Thích Quảng Độ (93), Vietnamees monnik en mensenrechtactivist[118]

### 23 februari
- Stefan Florenski (86), Pools voetballer[119]
- János Göröcs (80), Hongaars voetballer en voetbalcoach[120]
- Hugo Van den Berghe (76), Belgisch acteur[121]
- Chitetsu Watanabe (112), Japans supereeuweling[122]

### 24 februari
- Jan Dirk Blaauw (78), Nederlands politicus[123]
- Clive Cussler (88), Amerikaans schrijver[124]
- Ben Cooper (86), Amerikaans acteur[125]
- Katherine Johnson (101), Amerikaans natuurkundige, ruimtewetenschapper en wiskundige[126]
- Jan Kowalczyk (78), Pools springruiter[127]
- Carel Muller (82), Nederlands psychotherapeut[128]
- Baby Peggy (101), Amerikaans actrice[129]
- Jahn Teigen (70), Noors zanger[130]

### 25 februari
- Lee Phillip Bell (91), Amerikaans televisiepresentatrice en soapmaker[131]
- Dmitri Jazov (95), (Sovjet-)Russisch militair[132]
- Hosni Moebarak (91), Egyptisch president[133]
- Marie-Luise Nikuta (81), Duits zangeres[134]
- David Roback (61), Amerikaans gitarist[135]
- Erico Spinadel (90), Duits-Argentijns ingenieur en windenergiedeskundige[136]

### 26 februari
- Hans Deinzer (86), Duits klarinettist en muziekpedagoog[137]
- Nexhmije Hoxha (99), Albanees politica[138]
- Michael Medwin (96), Brits acteur[139]

### 27 februari
- R. D. Call (70), Amerikaans acteur[140]
- Valdir Espinosa (72), Braziliaans voetbaltrainer[141]
- Jacques van Rossum (89), Nederlands hoogleraar farmacologie[142]
- Karel Zeefuik (86), Surinaams predikant, voetballer en scheidsrechter[143]

### 28 februari
- Jaap Dekker (73), Nederlands muzikant[144]
- Burkhard Driest (80), Duits acteur[145]
- Freeman Dyson (96), Amerikaans natuurkundige[146]
- Bob Fosko (64), Nederlands zanger, entertainer en acteur[147]
- Gennadi Koezmin (74), Russisch schaakspeler[148]
- Simon Posthuma (81), Nederlands ontwerper, muzikant en kunstenaar[149]

### 29 februari
- Wolfgang Edelstein (90), Duits pedagoog en directeur van het Max-Planck-Institut[150]
- Dieter Laser (78), Duits acteur[151]
- Ceri Morgan (72), Brits darter[152]
- Odile Pierre (87), Frans componiste en organiste[153]
- Herman Redemeijer (89), Nederlands politicus[154]
- William Overton Smith (93), Amerikaans componist, muziekpedagoog en klarinettist[155]
- Éva Székely (92), Hongaars zwemster[156]

### Datum onbekend
- Freek van der Lee (84), Nederlands voetballer[157]
- Juan Diego González (39), Colombiaans voetballer[158]

januari ·
februari ·
maart ·
april ·
mei ·
juni ·
juli ·
augustus ·
september ·
oktober ·
november ·
december
1900 ·
1901 ·
1902 ·
1903 ·
1904 ·
1905 ·
1906 ·
1907 ·
1908 ·
1909 ·
1910 ·
1911 ·
1912 ·
1913 ·
1914 ·
1915 ·
1916 ·
1917 ·
1918 ·
1919 ·
1920 ·
1921 ·
1922 ·
1923 ·
1924 ·
1925 ·
1926 ·
1927 ·
1928 ·
1929 ·
1930 ·
1931 ·
1932 ·
1933 ·
1934 ·
1935 ·
1936 ·
1937 ·
1938 ·
1939 ·
1940 ·
1941 ·
1942 ·
1943 ·
1944 ·
1945 ·
1946 ·
1947 ·
1948 ·
1949 ·
1950 ·
1951 ·
1952 ·
1953 ·
1954 ·
1955 ·
1956 ·
1957 ·
1958 ·
1959 ·
1960 ·
1961 ·
1962 ·
1963 ·
1964 ·
1965 ·
1966 ·
1967 ·
1968 ·
1969 ·
1970 ·
1971 ·
1972 ·
1973 ·
1974 ·
1975 ·
1976 ·
1977 ·
1978 ·
1979 ·
1980 ·
1981 ·
1982 ·
1983 ·
1984 ·
1985 ·
1986 ·
1987 ·
1988 ·
1989 ·
1990 ·
1991 ·
1992 ·
1993 ·
1994 ·
1995 ·
1996 ·
1997 ·
1998 ·
1999 ·
2000 ·
2001 ·
2002 ·
2003 ·
2004 ·
2005 ·
2006 ·
2007 ·
2008 ·
2009 ·
2010 ·
2011 ·
2012 ·
2013 ·
2014 ·
2015 ·
2016 ·
2017 ·
2018 ·
2019 ·
2020 ·
2021 ·
2022 ·
2023 ·
2024 ·
2025